# Julia Duncan-Haldane
Lady Julia Janet Georgiana Haldane-Duncan, baronessa Abercromby (Napoli, 24 gennaio 1840 – Dundee, 8 dicembre 1915), è stata una nobildonna inglese.

## Biografia
Era la figlia di Adam Duncan-Haldane, II conte di Camperdown, e di sua moglie, lady Juliana Cavendish Philips.

## Matrimonio
Sposò, il 6 ottobre 1858 a Camperdown House, in Scozia, George Abercromby, IV barone Abercromby, figlio di George Abercromby, III barone Abercromby, e di sua moglie, lady Louisa Penuel Forbes. Non ebbero figli.
Ha ricoperto la carica di Lady of the Bedchamber della regina Vittoria tra l'aprile 1874 e il marzo 1885.

## Morte
Morì l'8 dicembre 1915, a 75 anni, a Camperdown House, in Scozia.